# Memecylon candidum
Memecylon candidum är en tvåhjärtbladig växtart som beskrevs av Ernest Friedrich Gilg. Memecylon candidum ingår i släktet Memecylon och familjen Melastomataceae. IUCN kategoriserar arten globalt som sårbar. Inga underarter finns listade i Catalogue of Life.